# Eumorphus quadrinotatus
Eumorphus quadrinotatus es una especie de coleóptero de la familia Endomychidae.

## Distribución geográfica
Habita en Java.